# Lista de episódios de Captain Tsubasa
A seguir, veja um lista de episódios das diversas séries em anime baseadas no mangá Captain Tsubasa.
- Captain Tsubasa (1983): 141 episódios
- Shin Captain Tsubasa (1989): 13 episódios
- Captain Tsubasa J (1994): 47 episódios
- Captain Tsubasa (2002): 52 episódios
- Captain Tsubasa (2018): 91 episódios *Remake da série de 1983.

## Episódios

### Série Original

#### 1.ª Temporada
1. Voe até o céu azul!
2. Queime, prodígio do futebol
3. Saída de bola para o futuro
4. A bola é minha amiga
5. Onde está o Rival?
6. Bloqueiem o gol
7. A batida longa do destino
8. Nasce uma dupla impecável
9. Alcance a última oportunidade
10. Sonhando com o Brasil
11. Surge Kojiro, o lobo solitário
12. Quero ser o melhor do Japão!
13. Jogo duro na lama
14. O príncipe do campo
15. Goleiro machucado
16. Há apenas um sonho! Queime, time!
17. Abertura! O Campeonato Nacional
18. O esperado confronto! Tsubasa vs. Kojiro
19. O terrível Chute Canhão
20. Futebol é o meu sonho!
21. Não chore, Tsubasa!
22. Os atacantes gêmeos
23. A grande falha de Ishizaki
24. Grande batalha aérea
25. Eu sou o melhor goleiro do campeonato!
26. O craque de vidro

#### 2.ª Temporada
1. Encontros na Semi-Final
2. Os lutadores bravos a partir do Norte
3. Confrontos difíceis
4. Um Príncipe perfeito
5. Uma brilhante luta
6. Tsubasa na armadilha
7. Eu não posso jogar
8. Tsubasa da Ressurreição
9. Misugi, não morra
10. O meu coração ainda bate
11. Mega-chute
12. Uma decisão acertada
13. O Final
14. A filmagem secreta
15. O Duelo
16. Ruja, Leões
17. Crise no Nankatsu
18. O Equalizador
19. O jogo sem craques
20. Contra o melhor conhecimento
21. Sinal de vencer do Kojiro
22. Insucesso chutar por cima
23. A luta continua
24. O tempo extra
25. Qual é o resultado da Hora Extra
26. Uma nova estratégia

#### 3.ª Temporada
1. Dois são melhores do que um
2. O Duelo da Atacantes
3. Apesar das lágrimas sucesso
4. Grandes Partidas
5. O Novo Rival
6. O Pichas é o nosso Deus
7. O Ambrósio é o nosso Deus
8. Tsubasa vs Nitta
9. Uma árdua comparação
10. O Desafio
11. Decisões
12. Corrida contra o tempo
13. A viagem para a Europa
14. O Duelo
15. Um rei se demite
16. O Instrumento do Dinis
17. O campeonato nacional
18. Um forte adversário
19. A partir de uma distância a disparar
20. O segredo da meta
21. Um rival, não dê Subiu
22. Acrobatas do ar
23. A catapulta baleada
24. Os Acrobatas
25. Um novo truque
26. O último trimestre

#### 4.ª Temporada
1. Um rotineiro
2. Tsugito truque da caixa
3. Um falcão com asas
4. Uma tacada especial
5. A luta continua
6. Trabalho de equipe
7. Match Preparativos
8. Ajuda ao Suplentes
9. O Presente para o Capitão
10. Excelente desempenho
11. A Carta da Europa
12. Quem será escolhido
13. Quando o amor cai
14. O ataque de cabeça para baixo
15. Equidade vai primeiro
16. O Ataque
17. Um capitão como herói
18. Lágrimas Amargas
19. Hyuga consegue
20. Algo febriu
21. Tsubasa, um vencedor
22. Surpresa no Campo
23. Tsubasa vs Pierre, uma luta justa
24. O Poder da Kaiser
25. Visita inesperada
26. Impossível uma recuperação
27. A última luta começa
28. A grande final
29. Nankatsu é rebaixado
30. Não desista
31. O tigre luta sozinho
32. A luta desesperada
33. Tsubasa não desista
34. Tsubasa é machucado
35. Emoção
36. Uma recuperação impossível

#### 5.ª Temporada
1. Sonho da meta
2. A faca
3. Com todo o poder
4. Está ficando emocionante
5. O tigre vencido baleado
6. Ainda machucado
7. Para o último suspiro
8. Apenas a 10 minutos
9. Tudo ou nada
10. Na última hora
11. Uma vitória
12. Memórias
13. Esperando para a Europa
14. Os 17 Melhores

#### Shin Captain Tsubasa
1. Levantar asas! Desafio para o mundo.
2. Derrote! Recomeço a partir de zero
3. Ressuscitado! A dupla de ouro
4. Congregação! Rivais mundiais
5. Confronto! Derrote Hernandes
6. O futebol dos Garotos J
7. Dotado! O Gênio Diaz vs O Japão
8. Campo de batalha! Choque dos melhores de 4
9. Contra-ataque! Decisão pausada na cidade natal
10. Batalha Feroz! Perseverança coberta de sangue
11. Desafie o gigante do aço
12. Perseguido! Você viu o melhor do mundo?
13. Bata as asas! Promessa no céu

### Captain Tsubasa J (exibida no Brasil pelaRede MancheteeTV Diário)
1. O grande sonho de Tsubasa
2. A chance de Wakabayashi, um goleiro genial
3. Um grande encontro com Taro Misaki
4. Uma longa e difícil partida começa agora
5. Gol de bicicleta!
6. A dupla de ouro
7. Uma luta entre ataque e defesa
8. Eu sou Kojiro Hyuga!
9. A goleada de Tsubasa
10. Jogo duro, campo molhado
11. Cuidado! Acabou o tempo!
12. Derrubem o goleiro Wakabayashi!
13. Grandes rivais
14. Um chute decisivo
15. Segundo jogo: Meiwa x Nankatsu
16. Partida decisiva: Tsubasa x Kojiro
17. Nankatsu perde
18. Irmãos Tachibana
19. O passado de Misaki
20. Os 11 pequenos jogadores do norte
21. Aí vem ele! O goleiro Wakashimazu!
22. Tsubasa vs o craque frágil
23. Uma partida esplêndida
24. Craque em silêncio
25. Tsubasa, o fênix
26. O herói abatido
27. A noite anterior ao grande jogo
28. Wakashimazu contra o chute duplo
29. O tiro do canhão do tigre
30. Um time cansado
31. A vingança do tigre
32. Prorrogação difícil novamente
33. Realizando um sonho
34. O grande sonho de Tsubasa, rumo a Copa do Mundo (episódio especial)
35. Shingo Aoi, um novo craque
36. Shingo Aoi faz uma brilhante estreia
37. O treinamento isolado
38. Tsubasa versus o jogador ciborgue
39. O mistério dos 7 verdadeiros
40. Uma dolorosa saída
41. Que venham os tailandeses
42. Um novo time de ouro
43. De virada, classificados para a semifinal
44. A grande disputa dos 7 jogadores
45. O chute trovão do dragão
46. A poderosa seleção japonesa
47. 2002, a copa do mundo do Japão

### Captain Tsubasa Road to 2002 (exibida no Brasil peloCartoon NetworkeRede TV!)
1. O Caminho ao Sonho!
2. O Encontro com Roberto!
3. A Volta de Taro Misaki
4. A Força de Kojiro Hyuga
5. Nasce o Capitão Tsubasa
6. O Campeonato Juvenil Começa!
7. O Craque de Vidro!
8. Avante Misugi!
9. O Confronto! Tsubasa vs. Hyuga
10. Batalha ardente
11. Adeus Roberto
12. O Primeiro Passo Para o Amanhã
13. Chutando na Tempestade
14. Jito, a Muralha!
15. O Craque da Camisa 10 que Veio do Frio
16. Ordem Médica
17. A Final! Nankatsu vs. Toho
18. O Chute da Vingança
19. Volte Tsubasa!
20. Para Frente Seleção Japonesa de Juniores
21. Jogo de Teste Humilhante
22. A Gloriosa Camisa
23. Dupla de Ouro
24. O Deus da Defesa Italiana
25. O Jogador do Século
26. Um Ótimo Comandante
27. O Temido Cartão
28. Decisão nos Pênaltis!
29. A Batalha! Japão vs. Alemanha
30. Uma Mensagem de Roberto
31. Brilhe, Seleção Japonesa!
32. Novas Descobertas
33. O Jogador Robô
34. Santana, o filho de Deus
35. O Brilho do Rosário
36. A Nova Terra Dos Sonhos
37. O Destino de Hyuga
38. O Novo Desafio da Geração de Ouro
39. Shingo Aoi
40. A Nova Seleção Japonesa
41. Tentando Romper o Dique Holandês
42. O Início da Conquista do Mundo
43. Águia do Catalunha
44. Treinando para o Jogo de Abertura
45. Notícia Dolorosa
46. Cruzando a Ponte da Esperança
47. Em Busca da Meta
48. A Estréia de Hyuga na Liga Italiana
49. O Choro do Artilheiro
50. Rivalidade
51. Sonho Alcançado
52. Guerreiros em Campo

### Captain Tsubasa 2018 (exibida no Brasil peloCartoon Network)
1. Voe Rumo aos Céus!
2. Voe!
3. Começa a Renovação no Clube de Futebol da Nankatsu
4. Tsubasa e Roberto
5. Foco no Inter-Escolar
6. Pontapé inicial!! Nankatsu X Shutetsu
7. Fantasista Tsubasa
8. Nasce a Combinação Dourada do Nankatsu
9. Um Final Feliz
10. A Chegada de Kojiro Hyuga
11. Uma surpreendente partida difícil
12. Derrubem o goleiro Wakabayashi!
13. Abertura! O Campeonato Nacional
14. Abertura do Campeonato Nacional! Nankatsu vs. Meiwa
15. Conclusão! Nankatsu perde
16. Grande batalha aérea
17. O gol contra de Ishizaki
18. Enfim, chegamos nas finais
19. Feroz! Furano vs. Meiwa
20. O plano secreto do Musashino
21. O craque de vidro
22. Destinado Acréscimo
23. Wakashimazu contra o chute duplo
24. Tenacidade do tigre
25. Um time cansado
26. Gol ilusório
27. Realizando um sonho
28. Para cada um seu próprio rumo
29. Início do verão
30. Final do torneio da província! O Chute Falcão!
31. Falcão vs Tsubasa
32. Superando Tsubasa! Hyuga vs Misugi
33. Veredito do Kira. O tigre enjaulado?
34. Abrem-se as cortinas! O início do Torneio Nacional!
35. Explosão!! Chute Kamisori
36. Conclusão
37. Furacão Skylab
38. Destrua-os! Irmãos Tachibana
39. Nankatsu vs Hanawa, conclusão
40. Furano para frente
41. O temido Corcel Negro
42. Tsubasa, o fênix
43. Meiwa vs Toho
44. Nankatsu vs Furano, semifinal
45. Fujisawa e Matsuyama, despedida no aeroporto
46. Início da batalha final, Nankatsu vs Toho
47. Mais uma vez, a partida destinada
48. O reinado de Toho
49. Incansáveis guerreiros, a força do Tigre e Tsubasa
50. Super batalha da tenacidade
51. Chute Drive milagroso
52. Sonho Eterno
53. Um Novo Desafio
54. Boas Vindas A Um Velho Rival
55. Guerreiro Profissional
56. Recomeçando do Zero
57. Mais Um Grande Talento
58. Em Ação! Seleção Júnior Do Japão!
59. Encontro em Paris!
60. Eu Sou Taro Misaki
61. Uma Grande Partida
62. O Retorno da Dupla de Ouro!
63. O Tigre Feroz Desperta
64. Destinados a Vencer
65. Juramento Sob o Céu Estrelado
66. Nunca Desista!
67. A Seleção Japonesa Contra-Ataca!
68. Uma Batalha de Altos e Baixos
69. A Volta do Príncipe dos Gramados
70. Os Quatro Finalistas se Reúnem!
71. Surge a Chute Flamejante
72. A Guerra Começa!! Japão Contra França
73. 10 Contra 11! Por Soda!
74. A Fera dos Gramados Ataca
75. Misaki contra Pierre
76. Prorrogação na Chuva
77. A Última Defesa
78. A Defesa Milagrosa de Wakashimasu
79. Os Leões da Grande Final
80. Enfrentando o Goleiro Mítico da Alemanha
81. Schneider Contra Wakabayashi
82. O Primeiro Gol da Alemanha
83. O Chute Mais Forte de Toda a História
84. Boné Despedaçado
85. A Mensagem do Caderno de Roberto
86. Um Vislumbre da Grandeza Internacional!?
87. Fim de Jogo!
88. Jurando para os Céus
89. Declaração de Amor! Tsubasa contra Kanda
90. Rumo à Nova Era!
91. Voe, Tsubasa!